# Bruno Boche
Bruno Boche   (Berlín, 28 de maig de 1897 - 1 d'abril de 1972) va ser un jugador d'hoquei sobre herba alemany que va competir durant la dècada de 1920.
El 1928 va prendre part en els Jocs Olímpics d'Amsterdam, on va guanyar la medalla de bronze com a membre de l'equip alemany en la competició d'hoquei sobre herba.